# Grevillea floribunda
Grevillea floribunda är en tvåhjärtbladig växtart. Grevillea floribunda ingår i släktet Grevillea och familjen Proteaceae.

## Underarter
Arten delas in i följande underarter:
- G. f. floribunda
- G. f. tenella